# 龙头桥水库
龙头桥水库位于中国黑龙江省宝清县，地处三江平原腹地，挠力河上游，是以防洪、灌溉为主，兼有发电、旅游、养殖等功能的大（二）型水库。
水库枢纽工程由拦河坝、溢洪道、输水洞和水电站四部分组成。因鸟瞰库区似一条巨龙，所以又称为龙湖。